# 2MASS J04414489+2301513
2MASS J04414489 + 2301513 (غالبا ما تختصر تسميتة إلى 2M J044144) هو قزم بني في كوكبة الثور يبعد عن الشمس حوالي 470 سنة ضوئية (145 فرسخ فلكي) مع مرافق لة فالمدار كتلتة تعادل حوالي 5-10 مرات كتلة كوكب المشتري.  كتلة القزم البني تقارب من 20 ضعف كتلة المشتري وعمره يقارب مليون سنة.
ليس من الواضح حتى الآن ما إذا كان الجرم المرافق قزم شبه بني أو كوكب. الجرم المرافق كبير جدا بالمقارنة مع القزم البني الرئيسي، ويجب أن يكون قد تشكل في غضون 1 مليون سنة أو نحو ذلك. ويبدو أن هذا الجدول الزمني سريع جدا لتشكل كوكب من قرص حول الجرم المركزي.
2MASS J04414489+2301513 لة مرافق أخر 2MASS J04414565+2301580 (تختصر تسميتة إلى 2M J044145) وهو نجم ثنائي آخر. المسافة الفاصلة بينهما 0.23 ثانية قوسية إلى الشمال الشرقي، ولديه حركة خاصة مماثلة ومن المرجح أن يكون مرتبطا ماديا بالنظام.